# Francisco Goya y Lucientes, Pintor (aguafuerte)
|  |  |

El aguafuerte Francisco Goya y Lucientes, Pintor es un grabado de la serie Los Caprichos realizado por pintor español Francisco de Goya. Ocupa el primer lugar en la serie de 80 estampas. Se publicó en 1799.
Autorretrato de Goya de perfil, vestido como un señor tocado con sombrero de copa y de mirada aguda ligeramente ladeada a su izquierda, propia, tanto del que observa como del que se siente observado.  

## Interpretaciones de la estampa
Existen varios manuscritos contemporáneos que explican las láminas de los Caprichos. El que se encuentra en el Museo del Prado se tiene como autógrafo de Goya, pero parece más bien despistar y buscar un significado moralizante que encubra significados más arriesgados para el autor. Otros dos, el que perteneció a Ayala y el que se encuentra en la Biblioteca Nacional, realzan la parte más escabrosa de las láminas.
- Explicación a esta estampa del manuscrito de Ayala: Verdadero retrato suyo, de gesto satírico.[2]

- Explicación a esta estampa de la Biblioteca Nacional: Verdadero retrato suyo, de mal humor, y gesto satírico.[2]

Edith Helmana, en su ya clásico libro Trasmundo de Goya, señala que en este grabado Goya se autorretrató con el ojo avizor bajo los párpados caídos y boca firme de expresión áspera y displicente. Reflejaba el autor de las estampas con actitud de espectador desconfiado y censor, de aguda inteligencia e indomable voluntad, tal como se veía o como quería que le vieran. Dice que es la representación del personaje importante que era, pintor del Rey y de las personas más ilustres. Sin embargo Helman lo compara con otros autorretratos donde muestra otros perfiles de su personalidad. En concreto lo compara con el dibujo preparatorio del Capricho 43, El sueño de la razón produce monstruos, que en principio Goya tenía previsto que fuera la portada de estos grabados. Allí se retrató el pintor en otro estado de ánimo, abstraído, medio dormido y rodeado de sus obsesiones.
|  |

|  |

También la forma turbulenta prevalece en dos autorretratos de 1795. En el de la imagen de la izquierda, Helman interpreta que es el más elocuente testimonio del otro ser que Goya llevaba dentro, profundamente afligido, desencajado por el sufrimiento físico y moral, embargado por visiones interiores de fantasmas sobrecogedores que provocaban el desengaño, la angustia y el terror. El resultado de la larga enfermedad que lo dejó sordo, aislado del mundo y desesperado.
Casariego también ve en este capricho n.º 1, un Goya de mirada penetrante y aspecto sereno, displicente y elegante, el preludio del artista que va a enjuiciar todo a lo largo de la serie. Considera que debió ser planeado inicialmente más como frontispicio de la obra que como lámina número uno, pues en concepto, intención y dimensiones es diferente de las demás láminas. Señala que al firmar Francisco Goya, tal como lo recibió de su padre, y no Francisco de Goya como firmó muchas veces, deja al margen toda vanidad social.

## Técnica del grabado
En este grabado se empleó técnicas de aguafuerte, aguatinta, punta seca y buril. Desde la cuarta edición de Los Caprichos se encuentra la plancha muy deteriorada con el aguatinta desaparecida, los detalles de punta seca totalmente desaparecidos y con zonas de aguafuerte totalmente borradas. Además de emplearse en las doce ediciones, se ha empleado en varias ocasiones también como cubierta de la edición y también fue vendida como estampa suelta. Harris considera que debieron hacer con ella un total de alrededor de dos mil estampaciones.
Si se compara con el dibujo preparatorio que se encuentra en el Metropolitan Museum se aprecian pequeños cambios que han contribuido a endurecer el retrato: párpados caídos, pupila del ojo empequeñecida, los labios más serios, desaparece la manga del brazo por lo que parece una capa o levita, desaparece también una pequeña melena que se disimula con un intenso sombreado del fondo, pero que aún se aprecia en el grabado definitivo. Así mismo con el aguatinta se cambian las luces y sombras: tanto la cara como el corbatín quedan ahora blancos como puntos de luz, mientras que el levitón y el fondo reciben dos tonos diferentes de aguatinta que destacan mucho más los puntos de luz señalados.